# Sakya Pandita
Chöjé Sakya Paṇḍita Künga Gyeltsen ali krajše Sakya Pandita, tibetanski duhovni voditelj in budistični učitelj * 1182, † 28. november 1251.
Sakya Pandita velja za četrtega izmed petih tibetanskih praočetov tibetanske budistične šole Sakya, ene od štirih šol tibetanskega budizma. Naziv Sakya Pandita je dobil zaradi svojih udejstvovanj na področju svetega hindujskega jezika sanskrt. Podučen je bil vseh petih budističnih znanostih, med drugim medicini, slovnici, jezikoslovju in literaturi v sanskritu, retoričniki, poeziji, plesu in astrologiji. Deloval je predvsem na območju Tibeta, Mongolije, Kitajske in Indije.

## Življenje
Rojen je bil v znano in izredno spoštovano družino Jamyanggön ali Khön, staršema Palchen Öpoche (1150-1203) in Machig Nyitri Cham.  Njegov glavni učitelj ali guru je bil njegov stric Jetsun Dragpa Gyaltsen (1147–1216), tretji izmed petih tibetanskih praočetov tibetanske budistične šole Sakya, pri katerem se je podučil o tibetanski literaturi, sanskrtu in o drugih azijskih jezikih.  Jetsun Dragpa Gyaltsen ga je med drugim imenoval za śrāmaṇera oziroma budističnega meniha z verskim imenom Künga Gyeltsen. Kasneje se je učil tudi pri Śakya Śri, predvsem o sutrah (zbirke ali posamezni pregovori, ki nas učijo o resnicah budizma ali hinduizma) in mantrah (krajši pregovori ali besede, pogosto ponavljane med meditacijo). 
O njegovem mladostnem obdobju pa govori tudi legenda, v kateri naj bi obiskal Kyirong v Nepalu, kjer naj bi premagal brahmana na debatnem turnirju o logiki in na tekmovanju nadnaravnih moči. Po tekmovanju je želel ostalim Tibetancem pokazati obleko indijskega brahmanskega meniha in je poraženca v turnirju odpeljal s sabo v Tibet. Tam je bil slednji ubit, njegova glava pa je bila obešena na veliki tempelj, ki stoji še danes. Ti dogodki so Sakya Pandita zelo zaznamovali. 
Ob smrti svojega strica Dragpa Gyaltsna, leta 1216 je sprejel naziv opatskega voditelja ločine Sakya.

## Politično udejstvovanje
Med enim iz med mnogih vdorov Mongolov v Tibet je bilo požganih več budističnih samostanov, vendar se je to uničevanje končalo, ko je zemeljski plaz skoraj zasul mongolsko vojsko. Verjeli so, da je bil plaz posledica nadnaravne moči lam. Vodja samostana Drigung, katerega so zaradi plazu Mongoli pustili, je vojakom svetoval, naj navežejo stike s Sakyo Pandito. Sakya je bil v tistem času zelo znan avtor in pomembna figura v budistični veri. Zaradi teh lastnosti naj bi lahko zastopal Tibetance v pogajanjih z Mongoli. Princ Godan (Ögedej), bodoči mongolski kan, je sprejel nasvet in ga povabil k sebi. Eden od možnih razlogov, zakaj ga je Godan povabil je, ker se je ločina Sakya veliko ukvarjala s predbudističnimi magičnimi rituali, ki so bili tesno povezani z verovanji mongolskega ljudstva.
Poznejše raziskave so dokazale, da je pismo, ki naj bi ga poslal Godan v resnici ponaredek. Kljub temu je res, da je bil Sakya Pandita povabljen v Godanov tabor pri Liangzhouu leta 1244. Že v otroštvu ga je stric podučil o takšnih dogodkih. Povedal mu je, da bodo imela vabila severnih vladarjev velik pomen v budistični doktrini. Zato je Sakya povabilo sprejel. Po prejetju pisma je na svoji poti predaval in širil svojo filozofijo. Tako je v tabor prispel šele v letu 1246, s princem pa se je zaradi njegovega odhoda v Mongolijo srečal leto kasneje.
Sakyevo srečanje z Godanom je bilo izrednega pomena za budizem in Tibet v tistem obdobju. Sakya je princa podučil o veri in pogledu na svet. Legenda pa pravi, da je s svojim znanjem in močjo vere Sakya ozdravil princa, ki je bolehal za kožno boleznijo in si s tem prislužil naklonjenost in vdanost monarha. V zahvalo mu je bila dana avtoriteta nad centralnim Tibetom.
Poleg tega je Sakyu pripisana pomembna povezovalna vloga med Mongolijo in Tibetom. Spodbujal je, da se Tibet tributarno podredi Mongolom, saj je to edini način, da Tibetanci preprečijo invazije. To je sicer zapisal v pismu, a ni nikakršnih dokazov, da so bili njegovi predlogi v njegovem času upoštevani. Po smrti Godanovega/Ögedejevega brata in naslednika [[Gujuk|Gujuk Kana] leta 1248 je za Tibet nastopil negotov čas zaradi konstantnega menjavanja oblasti v Mongolskem cesarstvu.
Naklonjenost princa je Sakya izrabil, da je dal možnost širjenja šoli sakya z izgradnjo novih templjev in obnovitvijo starih. Ta šola ali ločina je bila ena iz med prvih tibetanskih šol, ki so dobile širši vpliv v notranjosti Kitajske in s tem tesneje povezala Tibet in Kitajsko na kulturnem, političnem in gospodarskem nivoju.

## Delo
Njegova najbolj znana dela so Zakladi logičnega in veljavnega mišljenja (Tshad ma rigs pa'i gter), Diskriminacija treh zapovedi (sDom-gsum rab-dbye). Vse skupaj je napisal pet večjih del. Ostala tri dela so Vhodna vrata za modrece (Mkhas pa rnams 'jug pa'i sgo),  Pojasnitev modrečevega namena (Thub pa'i dgongs gsal) in Elegantni pregovori Sakye Pandite (sa skya legs bshad). Zadnje delo je skupek moralnih zapovedi napisanih v verzih, po katerih so se zgledovali tudi drugi in pisali svoje različice. To delo je bilo prevedeno tudi v mongolščino. V svojih delih je pisal o doktrini in retoriki, pri tem pa se je opiral na delo Pramanavarttika, budističnega filozofa Dharmakirtija. S svojim poglobljenim znanjem indijskega budizma je bil Sakya Pandita zelo pozoren na vse, kar je bilo za tibetanski budizem nenavadno, nepričakovano in čudno. Bil je tudi zelo kritičen do lam (budističnih voditeljev), ki so obljubljali duhovno razsvetljenstvo brez tega, da bi šli sami skozi vse stopnje budizma. Zaradi pomembnosti njegovih del za tibetanski budizem glede tradicije sholastike so njegove knjige še danes uporabljene za učenje vere in filozofije.
Poleg omenjenih del je napisal tudi nekaj deset knjig in mnogo več krajših pregovorov in zbirk verskih tekstov, ki pa so večinoma neprevedene.